# Kommunaler Arbeitgeberverband Berlin

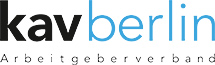
Logo des Kommunalen Arbeitgeberverbandes Berlin

Der Kommunale Arbeitgeberverband Berlin (kurz: KAV Berlin) ist eine regionale Interessenvertretung der Arbeitgeber, die öffentliches Tarifrecht anwenden. Er vertritt seine Mitglieder gegenüber der Politik auf Bundes- und regionaler Ebene. Der KAV Berlin handelt für seine Mitglieder mit rund 90.000 Beschäftigten Tarifverträge mit den Gewerkschaften aus und unterstützt die Betriebe dabei, ihre Wettbewerbs- und Zukunftsfähigkeit zu sichern.

## Organisation
Mitglieder sind 91 (Stand September 2019) öffentliche Unternehmen und Einrichtungen in Berlin aus unterschiedlichen Branchen. Dazu zählen etwa die Berliner Stadtreinigungsbetriebe, die Berliner Wasserbetriebe (BWB), die Berliner Verkehrsbetriebe (BVG), die Charité, die Vivantes-Kliniken, die Hochschulen, kulturelle und soziale Einrichtungen sowie Wohnungsgesellschaften.
Die wichtigsten Organe des KAV Berlin sind der Vorstand und der Beirat. Vorstandsvorsitzender ist Martin Urban, Personalvorstand der Berliner Stadtreinigungsbetriebe. Geschäftsführerin des Verbandes ist Rechtsanwältin Claudia Pfeiffer. Der Vorstand nimmt neue Mitglieder auf, beschließt Tarifverträge und gibt tarifpolitische Empfehlungen ab. Er bestimmt die grundlegenden Richtungsentscheidungen.
Einmal jährlich findet die Mitgliederversammlung statt. Die Mitgliederversammlung wählt den Vorstand für zwei Jahre und stimmt über den Haushalt ab.
Der Verband ist Mitglied in der Vereinigung der kommunalen Arbeitgeberverbände, dem Dachverband der kommunalen Arbeitgeber in Deutschland.

## Aufgaben
Stellvertretend für seine Mitglieder ist der Verband Tarifpartner auf Arbeitgeberseite und vertritt deren Interessen während der laufenden Tarifverhandlungen auf Landes- und Bundesebene.
Auf Landesebene bereitet der Verband Tarifverhandlungen und Tarifverträge vor und leitet die Verhandlungen als Vertreter des jeweiligen Mitglieds bis hin zum Tarifabschluss. Während der Verhandlungen übernimmt der Arbeitgeberverband auch die Pressearbeit rund um die Tarifgespräche.
Auf Bundesebene sichert der Dachverband, die Vereinigung der Kommunalen Arbeitgeber (VKA), die Interessen der öffentlichen Arbeitgeber Berlins. Der KAV Berlin ist in zahlreichen Bundesgremien wie der VBL, Deutsche Rentenversicherung und anderen vertreten.